# Wahan (Armenia)
Wahan – wieś w Armenii, w prowincji Gegharkunik. W 2011 roku liczyła 1127 mieszkańców.